# Golfo di Penas
Il golfo di Penas è una massa d'acqua collocata a sud della penisola Taitao, in Cile. Si apre sull'oceano Pacifico e, data la presenza di numerosi insenature e golfi minori, offre numerosi porti naturali. Tra questi, i principali sono il golfo Tres Montes, il golfo San Esteban e la baia di Tarn all'imboccatura del canale Messier.